# Sabará
Sabará is een stad en gemeente in de Braziliaanse deelstaat Minas Gerais. De stad maakt deel uit van de grootstedelijke mesoregio Belo Horizonte en van de microregio Belo Horizonte. De stad werd in 1675 gesticht.

## Aangrenzende gemeenten
De gemeente grenst aan Belo Horizonte, Caeté, Nova Lima, Raposos, Santa Luzia en Taquaraçu de Minas.

## Galerij

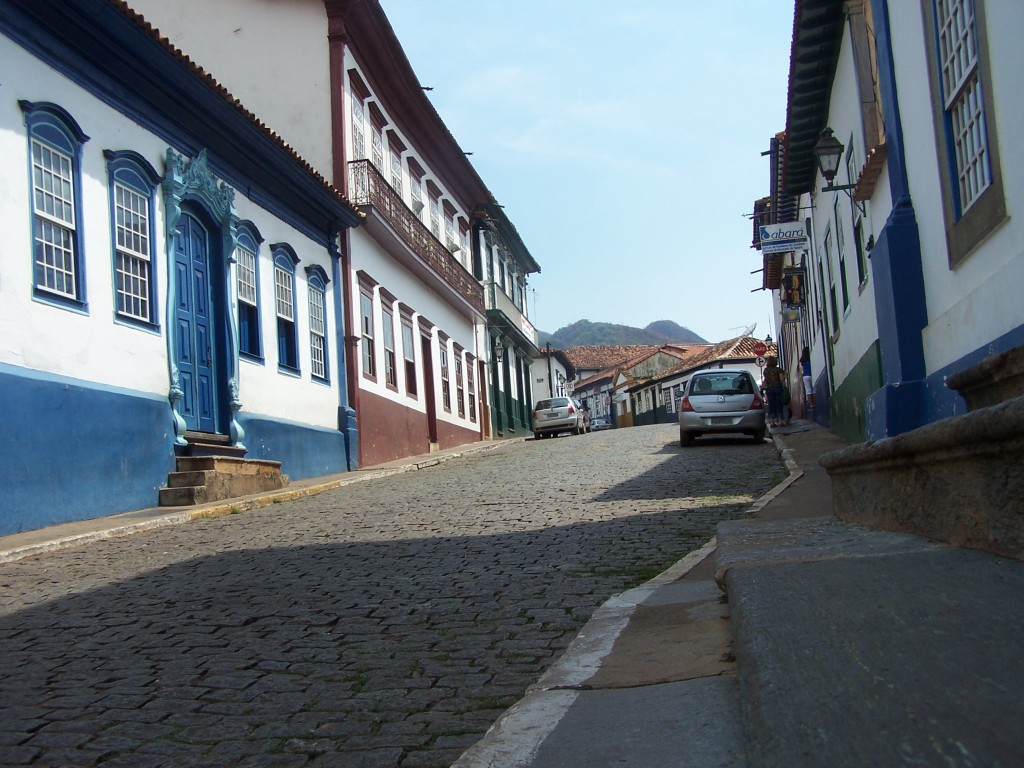
De straat Rua Dom Pedro II in het historische centrum van Sabará
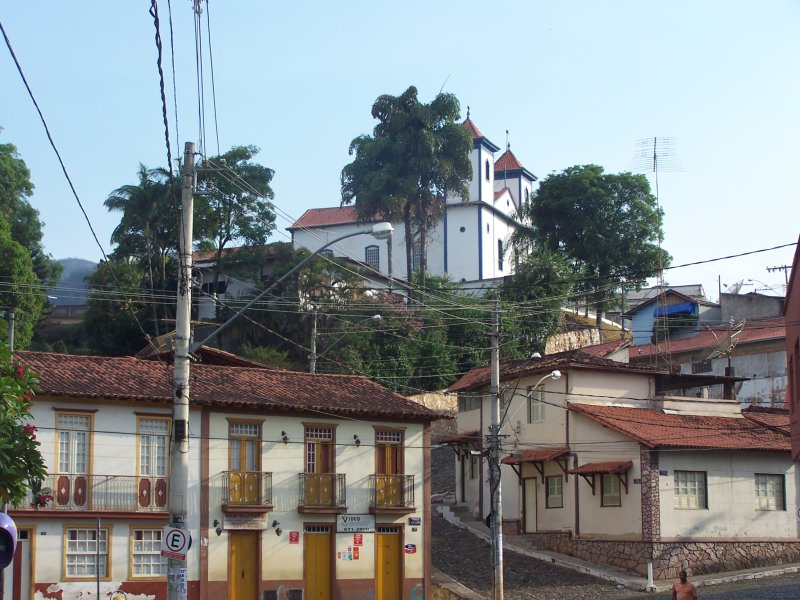
Katholieke kerk Nossa Senhora das Merces in Sabará